# Friends Will Be Friends
Friends Will Be Friends è un brano musicale co-scritto da Freddie Mercury e John Deacon ed interpretato dalla rock band britannica Queen, pubblicato il 9 giugno 1986 come quarto singolo estratto dall'album A Kind of Magic, pubblicato solo pochi giorni prima.
Il brano è stato incluso in seguito nella seconda compilation di successi della band, il Greatest Hits II (1991) e nel 2010, ripubblicato come singolo, nel box set The Singles Collection Volume 3.

## Video musicale
Il video è stato girato nella Wembley Arena insieme ad un folto gruppo di fans ed è presente sia nella VHS Greatest Flix II che nel doppio DVD Greatest Video Hits 2.

## Tracce

### Edizione 7"
1. Friends Will Be Friends (Album Version) – 4:08 (testo: Deacon, Mercury)
2. Seven Seas of Rhye (Album Version) – 2:51 (testo: Mercury)

### Edizione 12"
1. Friends Will Be Friends (Extended Version) – 6:19 (testo: Deacon, Mercury)
2. Friends Will Be Friends (Album Version) – 4:08 (testo: Deacon, Mercury)
3. Seven Seas of Rhye (Album Version) – 2:51 (testo: Mercury)

### Edizione 12" brasiliana
1. Friends Will Be Friends (Extended Version) – 6:19 (testo: Deacon, Mercury)
2. Friends Will Be Friends (Album Version) – 4:08 (testo: Deacon, Mercury)
3. Gimme the Prize (Kurgan's Theme) (Album Version) – 4:35 (testo: May)

### Edizione 12" australiana e neozelandese
1. Friends Will Be Friends (Extended Version) – 6:19 (testo: Deacon, Mercury)
2. Friends Will Be Friends (Album Version) – 4:08 (testo: Deacon, Mercury)
3. One Year of Love (Album Version) – 4:29 (testo: Deacon)

### Edizione 2010 (Queen: The Singles Collection Volume 3|The Singles Collection Volume 3)
- Doppio lato A

1. Friends Will Be Friends (Album Version) – 4:08 (testo: Deacon, Mercury)
2. Princes of the Universe (Album Version) – 3:32 (testo: Mercury)

## Versioni
1. Friends Will Be Friends (Single/Album Version) – 4:08 – è la versione inclusa nell'album A Kind of Magic.
2. Friends Will Be Friends (Extended Version) – 6:19 – versione estesa del brano originariamente pubblicata nel singolo 12" del 1986 ed in seguito nella raccolta The 12" Collection, del 1992.
3. Friends Will Be Friends Will Be Friends... – 6:00 – 
inclusa come bonus track nell'album A Kind of Magic nella versione CD EMI del 1986 e nell'edizione deluxe del 2011 pubblicata dalla Island/Universal.

## Versioni Live
- La canzone ha fatto parte della scaletta del Magic Tour dello stesso anno ed è stata l'unica canzone che, nella scaletta, si trovava alla fine, tra We Will Rock You e We Are the Champions. Questa "interruzione" tra le ultime due canzoni non si presentava dal 1977, ovvero dal News of the World Tour.

## Formazione
Gruppo
- Freddie Mercury - voce, pianoforte, sintetizzatore
- Brian May - chitarra solista, cori
- John Deacon - basso, chitarra ritmica
- Roger Taylor - batteria acustica e elettronica, cori

Altri musicisti
- Spike Edney - tastiere

## Classifiche
| Classifica (1986) | Posizione massima |
| ----------------- | ----------------- |
| Belgio (Fiandre)  | 18                |
| Germania          | 20                |
| Irlanda           | 4                 |
| Italia            | 49                |
| Nuova Zelanda     | 50                |
| Paesi Bassi       | 16                |
| Regno Unito       | 14                |
| Svizzera          | 19                |